# 殿中省
殿中省，中国古代官署，管理皇帝衣食住行的宫廷机构。

## 殿中省兼内侍
| 秦     | 前漢   | 後漢   | 魏     | 晋     | 隋（煬帝） | 唐（玄宗） | 宋       | 元         | 明         | 清           | 主要職務                              |
| ------ | ------ | ------ | ------ | ------ | ---------- | ---------- | -------- | ---------- | ---------- | ------------ | ------------------------------------- |
| 郎中令 | 少府   | 光祿勳 | 殿中监 | 殿中监 | 殿内省监   | 殿中省监   | 殿中省监 | 大都留守司 | 北平留守司 | 内务总理大臣 | 宫庭日常内部事务 后宫之尊掌管宫中事务 |
| 将行   | 大長秋 | 大長秋 | 大長秋 | 大長秋 | 長秋監令   | 内侍省内侍 | 侍正     | 徽政院     | 詹事府     | 内务府       | 宫庭日常内部事务 后宫之尊掌管宫中事务 |

曹魏设置殿中监，隋朝设殿内省。唐朝武德三年（620年），改名殿中省。设置殿中监、殿中少监、殿中丞，下辖尚食、尚药、尚衣、尚舍、尚乘、尚辇六局。龍朔二年（662年）至咸亨元年（670年）間一度改为中御府。历时五代，北宋管理只管理郊祀、元日、冬至皇帝御殿和禘袷后庙神主到太庙的时候供应伞扇，设置判省事一人，不设职事官。崇宁二年（1103年），设置殿中监、殿中少监、殿中丞，下辖尚食、尚药、尚衣、尚舍、尚乘、尚辇六局。御药院、尚衣库归入殿中省。為寄祿官並不負責其職，靖康元年（1126年），废除六尚局。辽朝後其職掌歸南面官內侍省，元朝之殿中司隸屬御史臺，為監察機構，與此無關。明朝大部分宮內事务重归六尚局女官或有部分歸屬二十四衙门及工部，清朝事务归入内务府。